# Super Bowl XLII
Super Bowl XLII je bio završna utakmica 88. po redu sezone nacionalne lige američkog nogometa. U njoj su se sastali pobjednici AFC konferencije New England Patriotsi i pobjednici NFC konferencije New York Giantsi. Pobijedili su Giantsi rezultatom 17:14, kojima je to bio sedmi osvojeni naslov, treći u eri Super Bowla.
Utakmica je odigrana na University of Phoenix Stadiumu u Glendaleu u Arizoni, kojem je to bilo prvo domaćinstvo utakmice Super Bowla.

## Tijek utakmice
| Četvrtina | Vrijeme | Momčad | Informacija o promjeni rezultata                                                 | Rezultat | Rezultat |
| Četvrtina | Vrijeme | Momčad | Informacija o promjeni rezultata                                                 | Patriots | Giants   |
| --------- | ------- | ------ | -------------------------------------------------------------------------------- | -------- | -------- |
| 1         | 5:01    | NYG    | field goal (Tynes)                                                               | 0        | 3        |
| 2         | 14:57   | NE     | touchdown probijanjem (Maroney), uspješan pokušaj za dodatni poen (Gostkowski)   | 7        | 3        |
| 4         | 11:05   | NYG    | touchdown dodavanjem (Manning-Tyree), uspješan pokušaj za dodatni poen (Tynes)   | 7        | 10       |
| 4         | 2:42    | NE     | touchdown dodavanjem (Brady-Moss), uspješan pokušaj za dodatni poen (Gostkowski) | 14       | 10       |
| 4         | 0:35    | NYG    | touchdown dodavanjem (Manning-Burress), uspješan pokušaj za dodatni poen (Tynes) | 14       | 17       |

## Statistika utakmice

### Statistika po momčadima
| Statistika                                                      | New England Patriots | New York Giants |
| --------------------------------------------------------------- | -------------------- | --------------- |
| Prvih pokušaja                                                  | 22                   | 17              |
| Ukupno osvojenih jardi                                          | 274                  | 338             |
| Broj napada probijanjem                                         | 16                   | 26              |
| Ukupno jardi osvojenih probijanjem                              | 45                   | 91              |
| Broj napada s kompletiranim dodavanjem/ukupno napada dodavanjem | 29/48                | 19/34           |
| Ukupno jardi osvojenih dodavanjem                               | 229                  | 247             |
| Izgubljenih lopti                                               | 1                    | 1               |
| Prekršaji (izgubljenih jardi)                                   | 5 (35)               | 4 (36)          |
| Vrijeme posjeda lopte (min:s)                                   | 29:33                | 30:27           |

### Statistika po igračima
| Quarterback       | Dodavanja* | Yds** | TD*** | Int**** |
| ----------------- | ---------- | ----- | ----- | ------- |
| Tom Brady (NE)    | 29/48      | 266   | 1     | 0       |
| Eli Manning (NYG) | 19/34      | 255   | 2     | 1       |

Napomena: * - broj kompletiranih dodavanja/ukupno dodavanja, ** - ukupno jardi dodavanja, *** - broj touchdownova (polaganja), **** - broj izgubljenih lopti